# شست‌بریده آنگولایی
شست‌بُریدهٔ آنگولایی (نام علمی: Colobus angolensis) نام یک گونه از تیره میمون بر قدیم است.